# Parafia Wniebowzięcia Najświętszej Maryi Panny i św. Floriana w Wąchocku
Parafia pw. Wniebowzięcia Najświętszej Maryi Panny i św. Floriana – parafia rzymskokatolicka przy klasztorze cystersów w Wąchock
Ojciec opat Eugeniusz Augustyn

## Położenie
Parafia wąchocka położona jest w północnej części woj. świętokrzyskiego. Swym zasięgiem obejmuje gminę Wąchock oraz dzięki kościołowi filialnemu w Marcinkowie także wschodnią część skarżyskich Łyżew. Ze względu na administrację kościelną parafia Wniebowzięcia NMP i św. Floriana w Wąchocku należy do dekanatu Starachowice-Północ, diecezji radomskiej i metropolii częstochowskiej.

## Historia
W 1179 roku biskup Gedko osadził w Wąchocku cystersów i ufundował klasztor z Marimondu. Opactwo założono w dolinie rzeki Kamiennej. Od tego czasu zaczyna się udokumentowana historia opactwa, parafii i miasta. W pierwszej połowie XIII wieku biskup Iwo Odrowąż sprowadził do Wąchocka włoski zespół budowlany mistrza Simona, który rozpoczął budowę trójnawowej bazyliki z transeptem i kaplicami po bokach prezbiterium. Równolegle z kościołem budowano wokół wirydarza budynek klasztorny w kształcie czworoboku. Do dziś zachowało się dużo elementów dawnego klasztoru m.in. armarium, kapitularz, fraternia, dormitorium, refektarz z bogatą kamieniarką romańską. W 1260 roku podczas drugiego najazdu Tatarów klasztor został poważnie zniszczony. Do szybkiej odbudowy przyczynił się nowy akt wydany przez księcia Bolesława V Wstydliwego, który poszerzył zakres swobód i przywilejów dla klasztorów. Dzięki wytężonej pracy zakonników opactwo powróciło do dawnej świetności. 3 maja 1454 roku staraniem cystersów Wąchock otrzymał prawa miejskie. Dużą rolę odgrywali cystersi w dziedzinie gospodarczej. Zakonnicy zajmowali się hodowlą, młynarstwem, tkactwem, a także górnictwem i hutnictwem. Miało to podnieść dochody opactwa. W 1656 roku wojska księcia siedmiogrodzkiego Jerzego II Rakoczego sprzymierzone z Karolem Gustawem zrabowały i spustoszyły miasto. W pożarze klasztoru uległo zniszczeniu bogate archiwum opactwa, skarbiec i wiele cennych zabytków. W drugiej połowie XVIII wieku wyremontowano wnętrze kościoła i położono nową polichromię. W tym czasie rządy nad klasztorem wąchockim sprawowali opaci komendatoryjni. W XIX wieku nastąpił w Polsce upadek zakonu cystersów na skutek kasacji dokonanej przez cara Aleksandra I. W 1819 roku rozwiązano również zakon w Wąchocku. Cystersi powrócili do Wąchocka dopiero w 1951 roku. Staraniem opatów, Benedykta Matejkiewicza, Alberyka Siwka a szczególnie Eustachego Kocika oraz konwentu i przy pomocy państwa podjęto restaurację tego cennego zabytku polskiej sztuki romańskiej.

## Zasięg parafii
Do parafii należą wierni z następujących miejscowości: Marcinków, Rataje, Wąchock, Węglów, Wielka Wieś.

## Działalność religijna
Przy parafii działają Neokatechumenat, Caritas oraz Chór Parafialny.

## Duchowieństwo
Obecni duchowni posługujący przy parafii w Wąchocku:6
- Proboszczem parafii jest o. Zachariasz Mikrut O.Cist

| - Wikariusze: - o. opat Eugeniusz Augustyn O. Cist - o. Roman Burakowski O.Cist - o. Anioł Karsznia O.Cist - o. Honoriusz Kostek O.Cist - o. Benedykt Zieliński O.Cist - o. Jakub Rochowski O.Cist - o. Florian Rosiński O.Cist - o. Bernard Sieciarz O.Cist - o. Gerard Staszczyszyn O.Cist - o. Romuald Wróbel O.Cist |

- Rezydent: o. opat Eustachy Kocik O.Cist

| - Inni zakonnicy: - br. Marian Armuła O.Cist - br. Jacek Fiutowski O.Cist - br. Julian Koczwara O.Cist - br. Maksymilian Marszałek O.Cist - br. Bruno Paterewicz O.Cist - br. Franciszek Synowiec O.Cist - br. Dominik Walczyk O.Cist - br. Benedykt Zieliński O.Cist - oblat – Albert Gizan O.Cist - oblat – Norbert Kowal O.Cist |